# Martel Inlet
Das Martel Inlet (französisch Fiord Martel) ist eine Nebenbucht am nordöstlichen Kopfende der Admiralty Bay im Süden von King George Island im Archipel der Südlichen Shetlandinseln.
Kartiert wurde die Bucht 1909 bei der Fünften Französischen Antarktisexpedition (1908–1910) unter der Leitung Jean-Baptiste Charcots. Charcot benannte sie nach J. L. Martel, einem französischen Politiker. Seit 1929 ist sie unter ihrem englischen Namen auf Karten verzeichnet.